# Cachambi
Cachambi és un barri de la regió administrativa de Méier, en la Zona Nord de Rio de Janeiro al Brasil.
Limita amb els barris, al nord Del Castilho, al nord-est Maria da Graça i Jacarezinho, a l'est Jacaré, al sud-est Engenho Novo, al sud Méier, al sud-oest Todos os Santos, a l'oest Engenho de Dentro, i al nord-oest Inhaúma.
Cachambi és una paraula de la llengua tupí. Significa bosc verd, en unir els termes ka'a (mata) i oby (verd).

## Història
L'origen del barri de Cachambi prové d'Arraial do Cachambi, que va ser explorat durant vint anys per Lucídio José Cândido Pereira do Lago, que dona nom a un carrer de Méier, una línia ferrocarril. Després de la creació de la línia auxiliar, el ferrocarril Rio D'Ouro, l'ocupació va augmentar en una altra direcció i amb més regularitat, donant lloc als barris actuals de Cachambi, Maria da Graça i Del Castilho.